# BMC (Турция)
BMC Sanayi ve Ticaret A.Ş. или само BMC (турско произн. „бе-ме-дже“) е турски производител на товарни автомобили, автобуси и военни транспортни средства. Основана е през 1964 г.
Фирмата от град Измир произвежда най-различни автобуси: градски, междуградски, от голям, среден и малък клас.
- Falcon 1100 е 11-метров автобус с дизелов двигател Cummins (Euro 3), с 40 седящи места.
- 220 SLF е нископодов 12-метров автобус с 46 седящи места.
- Probus 850 е междуградски автобус от среден клас с двигатели Cummins от 215 или 235 к.с.

Дизайнът, разработката и производството на автобуси от фирмата BMC са напълно нейни собствени.

## История

### Партньорство с British Motor Corporation
BMC (Турция) е създадена през 1964 г. в Измир от Ергюн Йозакат в партньорство с British Motor Corporation. Базираната в Обединеното кралство компания притежава 26% от капитала, като останалата част принадлежи на турските партньори. През първите години BMC Турция произвежда по лиценз превозни средства с марките Austin и Morris.

#### Други партньорства
В по-късните години BMC еволюира и развива други модели с партньорства с други фирми и наследниците на British Motor Corporation (която се преименува на British Leyland).
През 1983 г., в партньорство с Volvo Trucks, BMC произвежда камиони от серията Yavuz. Следват серии от камиони Fatih, които се предлагат с дизелови двигатели на Cummins. Yavuz и Fatih използват старата кабина от серия G на Leyland, наричана още кабина „Redline“ или „Bathgate“ (според завода, където тя е била първоначално построена).

## Фотогалерия
- BMC в Румъния
- BMC Probus в Румъния
- BMC Belde 220 SLF в София
- BMC Probus в Мадрид